# Шилова, Анна Николаевна
А́нна Никола́евна Ши́лова (15 марта 1927, Новороссийск, РСФСР — 7 декабря 2001, Москва) — советская телеведущая, заслуженная артистка РСФСР (1968).

## Биография
Родилась 15 марта 1927 года в Новороссийске (ныне Краснодарский край).
В 1945 году после окончания студии при Пермском театре драмы переехала в Москву.
До 1956 года работала в Театре-студии киноактёра.
В 1956 году прошла конкурс на должность диктора и была зачислена в штат. Уже спустя два месяца она вела информационные, спортивные, музыкальные и детские передачи. Анна Шилова была ведущей первых пяти фестивалей «Песня года» (Песня 71 — Песня 75) и «Голубых огоньков», её дуэт с Игорем Кирилловым смотрелся настолько органично, что их даже считали мужем и женой. На телевидении Анна Николаевна проработала около 40 лет.
Умерла Анна Шилова 7 декабря 2001 года‚ на 75-м году жизни‚ в одной из московских больниц. Проводить её в последний путь пришли коллеги — звёзды отечественного телевидения Игорь Кириллов, Анна Шатилова, Аза Лихитченко, Вера Шебеко, Людмила Соколова, Виктор Балашов.
Похоронена на Троекуровском кладбище в Москве, на участке № 4, где позднее был похоронен сын, Шилов Алексей Юниорович (1948—2002). У внука Алексея родилась дочь Анна, которая названа в честь известной прабабушки.

## Фильмография
- 1956 — На подмостках сцены — молодая актриса

## Признание и награды
- заслуженная артистка РСФСР (1968)
- медаль «За трудовую доблесть»
- Почётный радист СССР